# Еретик: почему исламу нужна реформация сейчас
Еретик: почему исламу нужна реформация сейчас (англ. Heretic: Why Islam Needs a Reformation Now), также публиковалась как Еретик: почему ислам должен измениться, чтобы присоединиться к современному миру (англ. Heretic: Why Islam Must Change to Join the Modern World) — книга Айаан Хирси Али, вышедшая в 2015 году, в которой автор утверждает, что мусульманская реформация — единственный способ положить конец ужасам терроризма, межконфессиональной войны и репрессий в отношении женщин и меньшинств.

## Содержание
Хирси Али подчёркивает необходимость признания того, что некоторые исламские священные тексты могут служить оправданием насилия и угнетения. Единственный способ помешать фундаменталистам эффективно оказывать давление на других мусульман с целью претворения подобных призывов в жизнь – это отказаться от утверждений, что Коран является буквальным и непогрешимым словом Бога. Это потребует переосмысления мусульманской идентичности.
Нынешняя ситуация внутри ислама описывается Хирси Али как борьба между тремя основными фракциями:
- «Мусульмане Мекки», большинство, которые в целом терпимы и пассивны и отражают времена раннего руководства Мухаммеда в Мекке (610–622 гг. н. э.).
- «Мусульмане Медины», джихадистское меньшинство, которое стремится навязать обществу авторитарную версию ислама посредством насилия и принуждения, как это сделал Мухаммед во время своего возвышения в Медине (622–629 гг. н. э.).
- «Модифицирующие мусульмане» (или «еретики», отсюда и название), диссидентское и реформистское меньшинство, которое активно бросает вызов религиозным догмам и стремится сделать религию по-настоящему толерантной и современной[3].

Последние две группы пытаются привлечь на свою сторону мусульман Мекки; сама Хирси Али становится на сторону модифицирующих мусульман.
В качестве программы для модифицирующих мусульман Хирси Али предлагает пять тезисов исламской реформации:
1. Убедитесь, что Мухаммед и Коран открыты для интерпретации и критики.
2. Отдавайте приоритет этой жизни, а не загробной.
3. Сковать шариат и положить конец его превосходству над светским правом.
4. Положите конец практике «приказывать правильное и запрещать неправильное».
5. Откажитесь от призыва к джихаду

В книге далее развиваются утверждение о том, что фундаменталисты часто пытаются прекратить диалог из-за своих представлений о совершенстве и неизменности ислама, а также вопрос о том, как следует вести этот разговор, тем самым способствуя проведению реформ, которые Хирси Али считает крайне важными.

## Критика
Несмотря на то, что она отметила, что «[Али] теряет доверие читателя из-за раздутой риторики», Сьюзен Доминус из «Нью-Йорк Таймс» заметила: «Несомненно, Хирси Али ставит сложные вопросы о том, должны ли американские либералы более активно бороться за права мусульманских женщин в странах, где их угнетают, и она бесстрашно использует тактику шока, чтобы начать разговор. […] Нельзя отрицать, что её слова смелы. Убедительны ли они — другой вопрос».
Эндрю Энтони из The Guardian написал: «Даже самым ярым её хулителям будет трудно отрицать многое из того, что говорит Хирси Али о нынешнем затруднительном положении в исламе. К сожалению, это не делает его более приемлемым, особенно в эпоху, когда доминирует современная заповедь никого не обижать». Он добавил: «Что бы ни думали о её решениях, Хирси Али следует похвалить за её непреклонную решимость преодолеть проблему».